# Escenotècnia
Escenotècnia és el conjunt de l'equip, la mecànica, la fusteria, l'arquitectura, el material, la decoració, la il·luminació i tot allò que constitueix una escenografia teatral.
Quant als recintes teatrals, n'existeixen de diverses formes i tipus; així doncs, l'elecció de l'escenari, el decorat i la luminotècnia, igualment que altres aspectes que es comentaran, dependran de la mena d'obra que es vol representar.
L'escenotècnia és constituïda per diverses tècniques que conflueixen en un mateix escenari, com ara la tramoia, la il·luminació i el so.

## L'espai

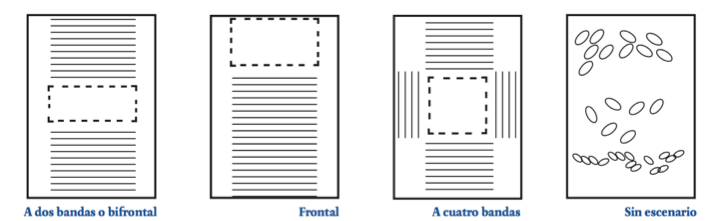
Disposicions de l'espai teatral més freqüents: A dues bandes o bifrontal / Frontal / A quatre bandes / Sense escenari

El teatre a la italiana s'entén si plantegem una relació frontal entre l'espectador i l'escena. Amb tot, des de finals del segle xix no s'han deixat de pensar en noves formes de relacionar els actors amb els espectadors. L'objectiu d'aquests plans d'innovació és, probablement, sobresortir del convencionalisme que imposa el teatre a la italiana, on l'actor es troba aïllat envers l'espectador. A partir d'aquí, es vol que l'espectador s'aproximi a l'acció per tal de sentir amb més intensitat allò que s'està representant.

### Parts del teatre
En un teatre hi distingim tres parts principals, que serien l'escenari i la sala, la recepció i les àrees. El volum i el tipus de recinte variaran les característiques i la manera de relacionar-se entre si; no obstant això, acostumen a ser molt similars.
- La sala: És el nucli d'un teatre, on es desenvolupa la finalitat de l'edifici. Aquí esdevenen els espectacles, que normalment es troben sobre l'escenari. Respecte als espectadors, tendeixen a trobar-se asseguts per tal de veure l'obra que es representa. En principi, tant l'escenari com la sala han d'estar adaptats perquè els espectadors puguin veure i sentir la representació en condicions.
- Recepció: Acostuma a ser la part del davant del recinte, on el públic s'espera, abans d'entrar a la sala.
- Backstage: És constituït per les zones de suport a l'obra, com els camerinos o les sales elèctriques.

### L'escenari
Per tal de parlar de les principals parts d'un escenari, farem servir el teatre a la italiana: consisteix, així, en una caixa amb un seguit de teles per tal d'amagar el que hi ha a dintre i no es vol ensenyar a l'espectador, així com els actors, els tècnics, els elements de l'escenografia o les fonts d'efectes especials.
Per una banda, hi trobem la boca, que és el que determina i limita l'espai escènic; el prosceni, la part de l'escenari més pròxima al públic i, per contra, hi ha el fòrum, que és la part de l'escenari més allunyada de l'espectador. A més a més, també hi ha les zones laterals de l'escenari, on acostumen a ser els actors, a punt de sortir a escena i la superfície tècnica sobre l'escenari, a partir de la qual es maneja la tramoia. Si és tracta d'un espectacle musical, hi acostumem a trobar un espai que correspon a l'orquestra que acompanya l'espectacle (el que abans era l'orchestra). Trobem, també les trampes, aquells accessos des de sota l'escenari.

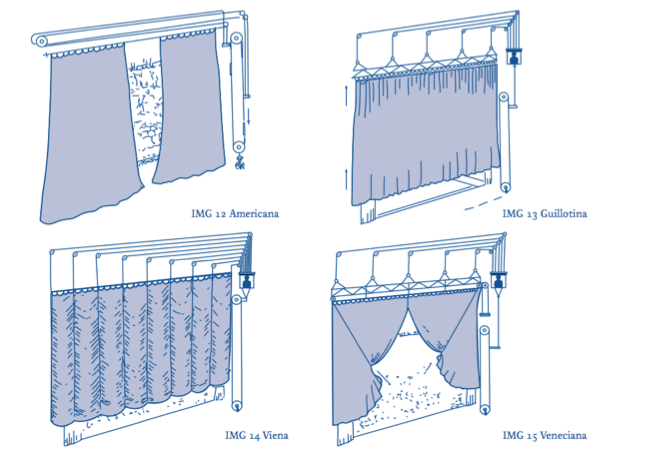
Tipus d'obertura de telons

#### Teles i telons
La càmera negra consisteix a la caixa negra que representa l'escenari, repleta de teles del mateix color. Així doncs, aquí hi ha el teló de la boca, el principal, aquell que separa la sala de l'escenari i serveix per a realitzar un canvi d'escenografia, un canvi d'acte o marcar l'inici o el final de l'espectacle. A més a més, també hi ha les bambolines, que són les teles horitzontals que pengen d'un lateral a l'altre de l'escenari per tal d'amagar la part superior de la caixa. Quant al fons de l'escenari, s'acostuma a cobrir amb un teló negre, darrere del qual es pot passar; hi ha, també, el ciclorama, un teló de color blanc o gris per tal de projectar-hi llums, la qual cosa augmenta la sensació de profunditat.

#### Sistemes de tramoia
La tramoia consisteix a desplaçar elements dins d'un escenari. Els diferents moviments que es duen a terme durant una obra poden ser manuals, quan diverses persones fan força alhora, o motoritzats.

## Il·luminació
Quant a la luminotècnia teatral, es divideix en l'alimentació del sistema, el corrent de llum i el control. A partir d'aquí, la llum es pot controlar manualment i mitjançant un sistema programable.

### Focus
Trobem la difusió de llum convencional, la qual ens permet tan sols canviar la quantitat de llum proporcionada; el focus PAR, una làmpada PAR (Parabolic Aluminazed Reflector) disposada dins d'una carcassa d'alumini, i el robòtic, focus que pot proporcionar diferents colors, formes i moviments que es controlen a través d'una consola.

## Sonorització
L'acústica d'un recinte és essencial a l'hora de representar una obra teatral. Els grecs, per exemple, aconseguien que la veu de l'actor arribés fins a l'última fila d'un amfiteatre. El so natural d'una sala és difícil de modificar; amb tot, existeixen diversos sistemes d'amplificació com ara els micròfons.

### Micròfons
Existeixen molts tipus de micròfons, però tots funcionen amb la mateixa base: les ones sonores fan vibrar el diafragma, el qual es troba dins del micròfon, i es transformen en impulsos elèctrics. Segons la manera que es transformen aquestes ones, trobem diferents micròfons:
- Dinàmics: Tendeixen a utilitzar-se quan només s'ha d'amplificar la veu humana.
- Condensador o ambientals: Micròfon d'estudi que capta el so naturalment.

A més a més, els micròfons també es diferencien per com agafen el so:
- Omnidireccionals: Capten de manera igual el so del seu voltant.
- Unidireccionals: Capten millor el so que es troba ben bé davant del micròfon.
- Bidireccionals: El seu diagrama de sensibilitat té forma de 8, de manera que és sensible als dos cantons del micròfon.[3][4]